# Marcus Aurelius Quirinus

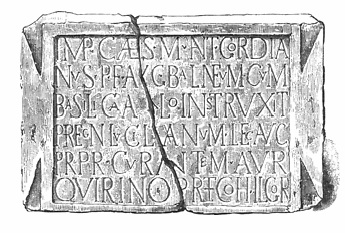
Die Inschrift

Marcus Aurelius Quirinus war ein im 3. Jahrhundert n. Chr. lebender Angehöriger des römischen Ritterstandes (Eques).
Durch zwei Inschriften, die beim Kastell Longovicium gefunden wurden und die auf 238/244 datiert werden, ist belegt, dass Quirinus Präfekt der Cohors I Lingonum Gordiana war, die zu diesem Zeitpunkt in der Provinz Britannia stationiert war. Eine Weihinschrift, die bei Eastgate gefunden wurde, stammt ebenfalls von ihm.